# 生天目章
生天目 章（なまため あきら、1950年 - ）は、防衛大学校教授。福島県出身。

## 経歴

### 学歴
- 1973年3月 防衛大学校理工学専攻応用物理学科卒業
- 1977年6月 スタンフォード大学大学院オペレーションズリサーチ専攻修士課程修了(M.S.)
- 1979年6月 同経済工学博士課程修了Ph.D.

### 研究歴
- 1973年 防衛庁入庁
- 1986年 防衛大学校理工学オペレーションリサーチ専攻助手
- 1987年-1988年 米国ジョージ・メイソン大学大学客員教授
- 1989年 防衛大学校理工学専攻情報科学科助手（組織変更）
- 1991年 同助教授
- 1996年 同教授
- 2003年-2004年 中央大学商学部客員教授

## 著書
- 『マルチエージェントと複雑系』
- 『戦略的意思決定』
- 『ゲーム理論と進化ダイナミクス』